# リュウビンタイ
リュウビンタイ (観音座蓮)、Angiopteris lygodiifolia はリュウビンタイ科のシダ植物。南方系の大柄なシダとして知られ、観賞用に栽培されることがある。

## 特徴
常緑性の大型になるシダ。根茎は塊状になり、周囲に托葉状の襞があって、それを含めると古いものでは径30cmを超えてくる。この襞は葉柄の基部に出て厚い肉質で長く残る。葉は数枚を束になって出し、高さ3mにもなる。葉は放射状に広がり、斜めに開く。葉柄は葉身とほぼ同長で、多肉質で太さが数cmもあり、緑色で表面はなめらかだが短い白い線状の模様がある。この模様は表皮の下にある細胞間隙に相当する。

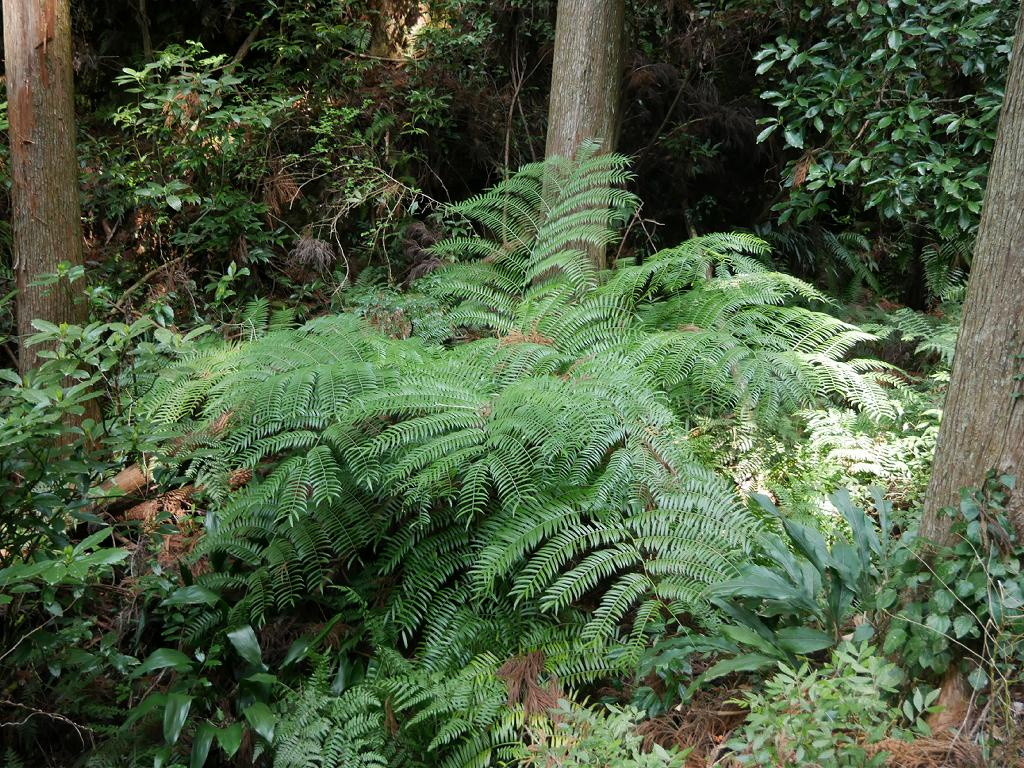
ほぼ上から見た姿
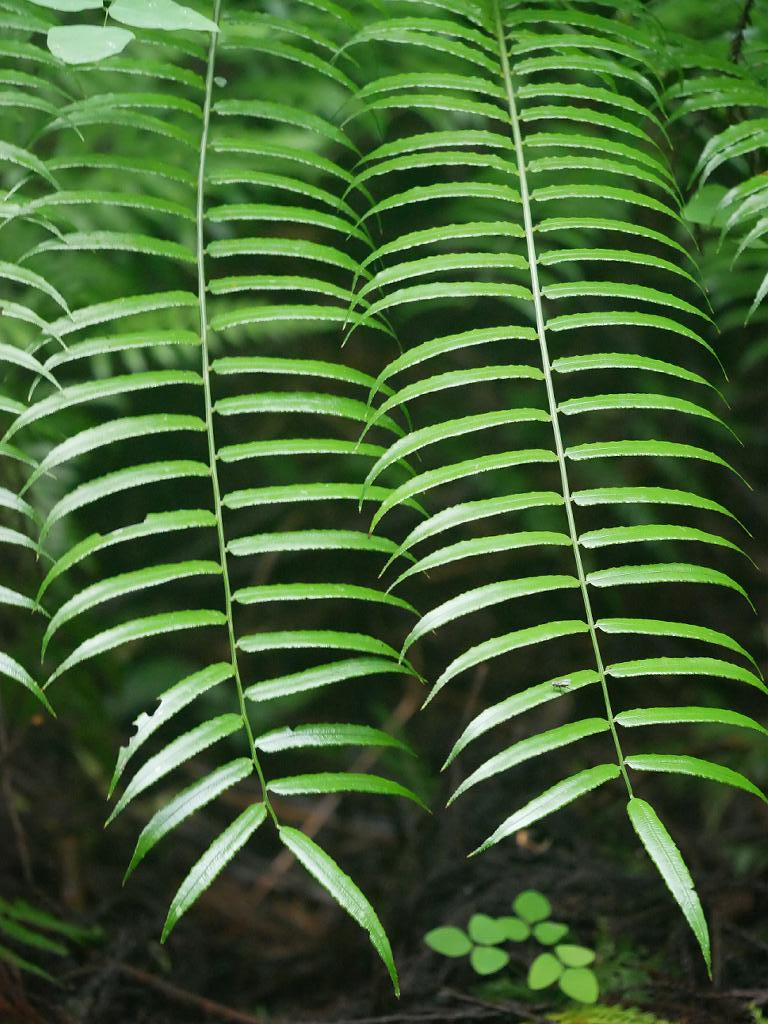
羽片の様子
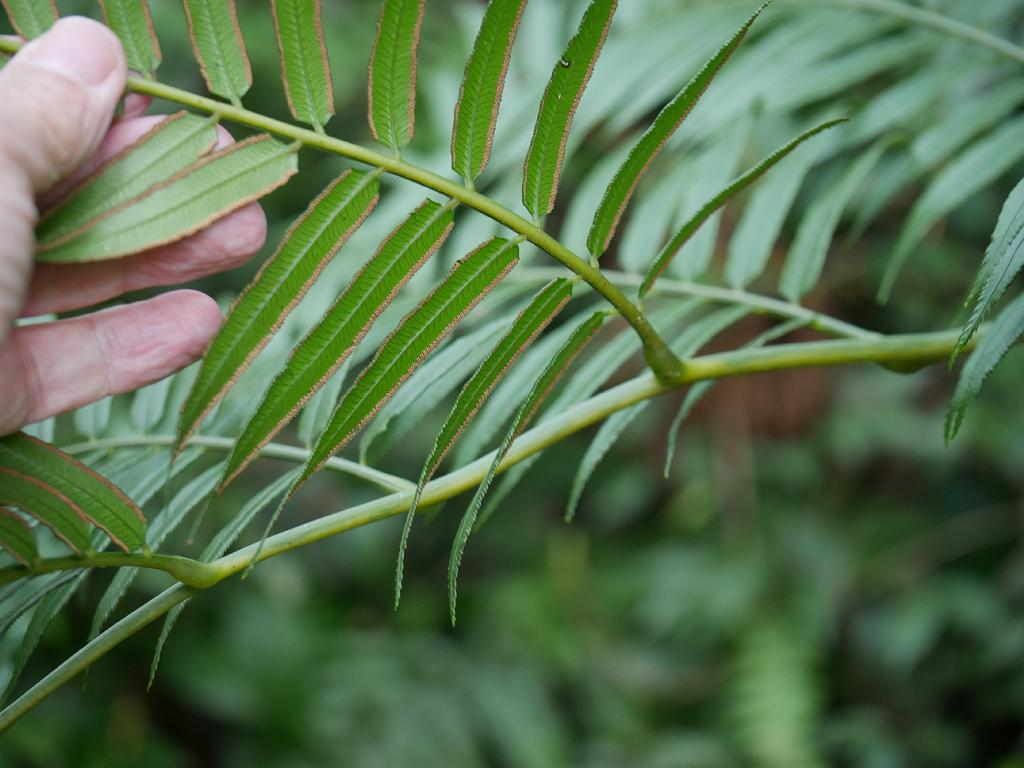
羽片を持ち上げてみた 羽軸の基部が膨らんでいるのが見える
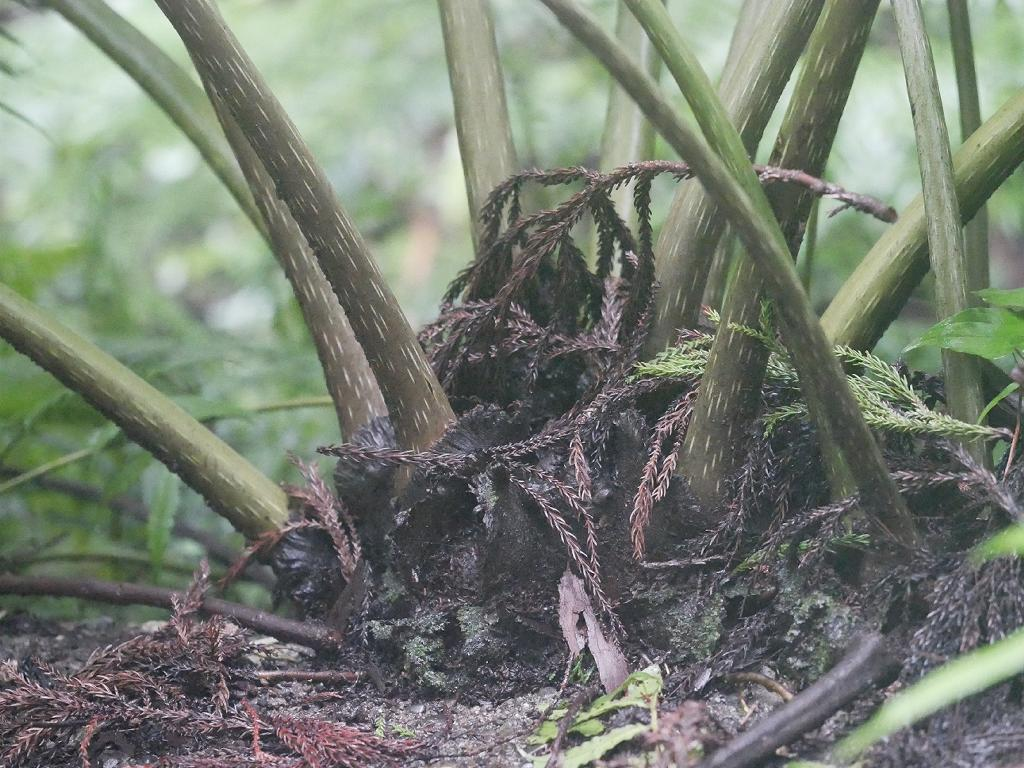
根元、葉柄に白い線状の模様が見える
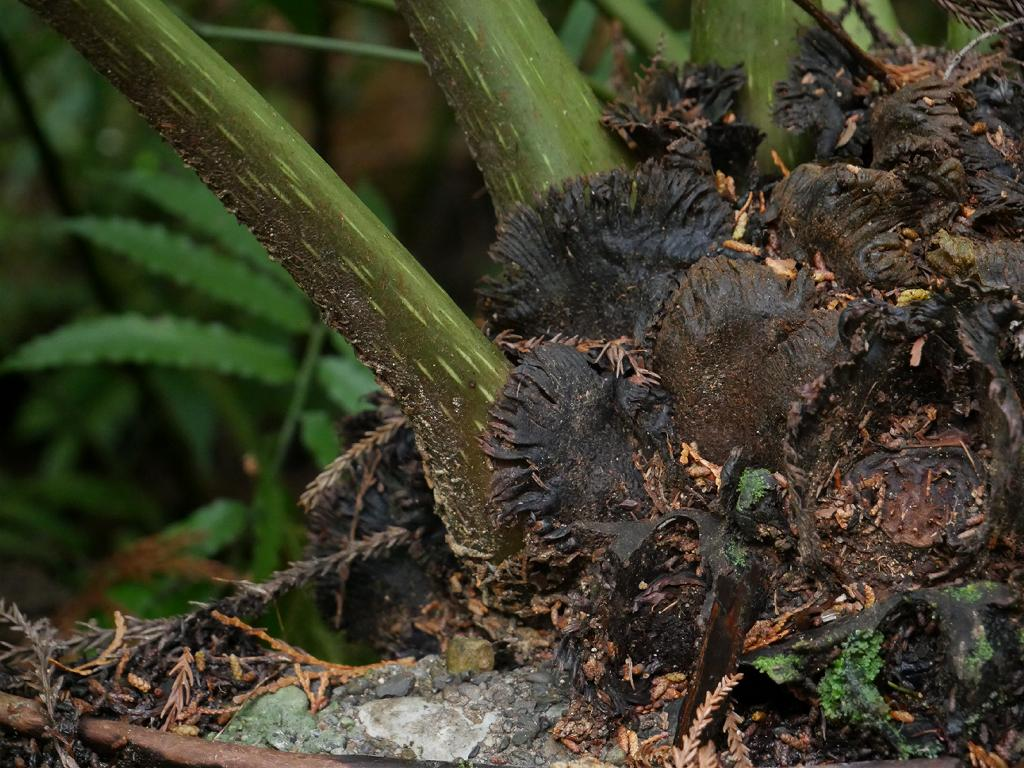
葉の基部の托葉

葉身はその概形が広楕円形で葉質は柔らかいが肉厚になっており、二回羽状複葉で羽片を5-10対出す。ただし小さい葉では単羽状複葉になっている場合もある。中軸の基部には関節がある羽片は長さ30-70cm、幅10-20cmで短い柄があり、全体では披針形をしている。小羽片は15-25対あり、長さ5-15cm、幅1-2cm、披針形で先端は突き出して尖り、縁には浅い鋸歯が並び、基部には短い柄がある。その主軸から出る葉脈は分枝しないか、あるいは一回分枝している。それら細脈は互いに平行に走り、その隙間には鋸歯の底の部分から主軸に向かって途中まで走る偽脈が走る。偽脈は縁から主軸までの中間付近にまで達する。胞子嚢群は細脈の先端近くに2列に並んだ胞子嚢の形を取り、葉の縁から1mmあまり離れた場所にあって長さ1-1.5mm。

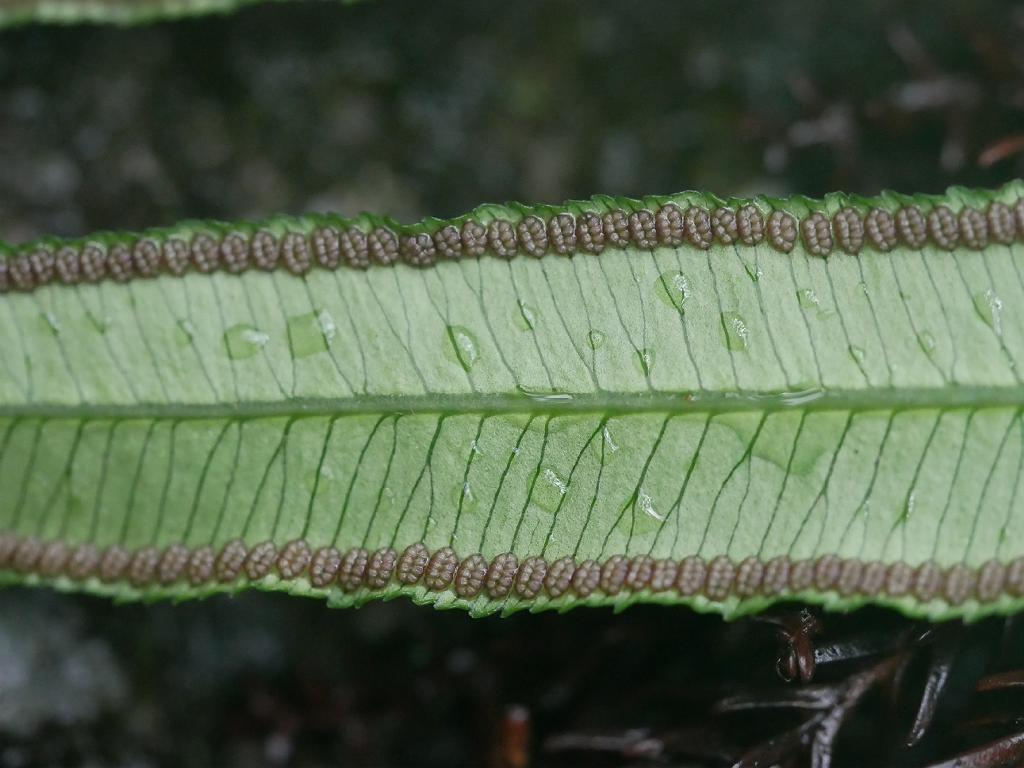
葉の裏面
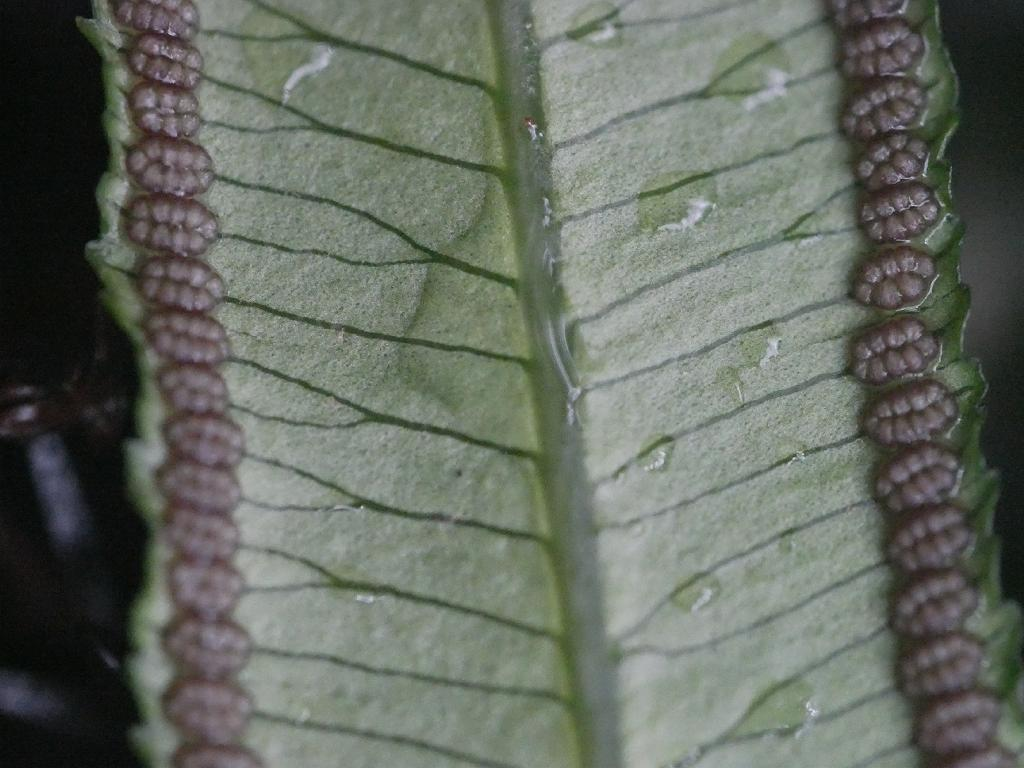
その拡大
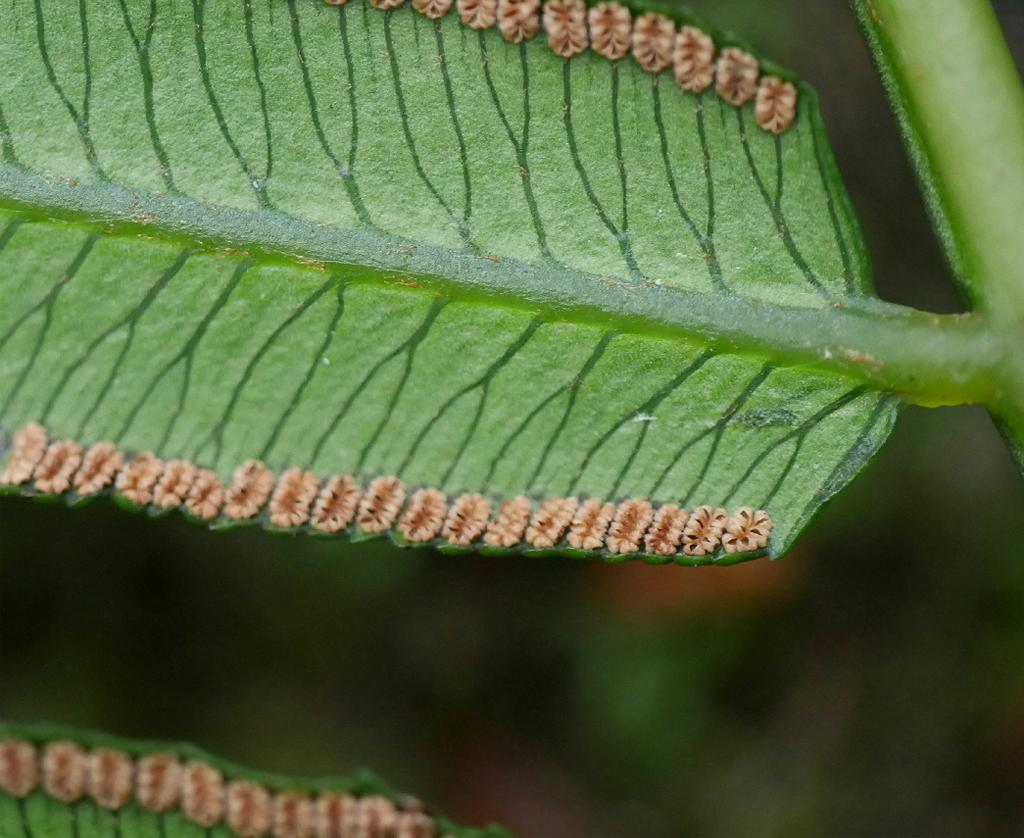
胞子嚢が裂けている状態
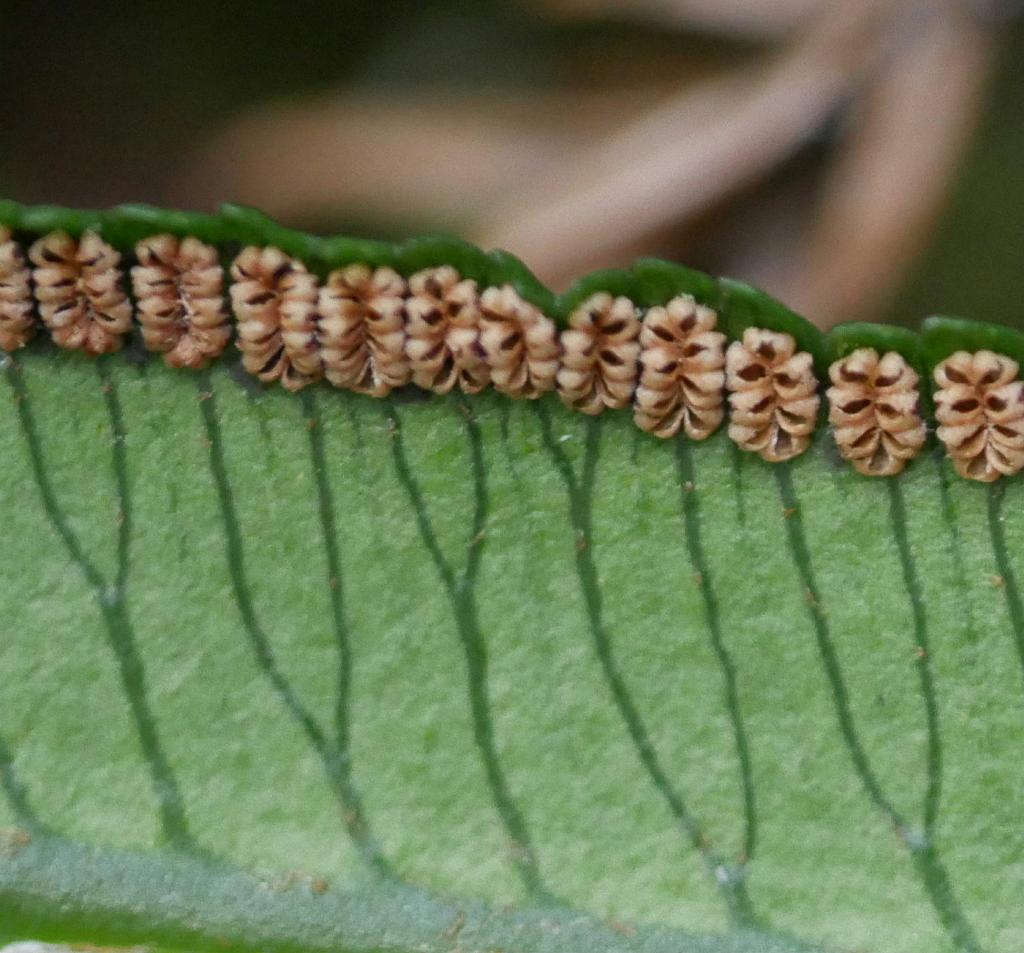
その拡大 偽脈が見える

学名の種小名は前半がカニクサ属 Lygodium に基づき、カニクサ属の葉に似た、という意味である。和名に関しては諸説あって本当のところは不明である。古くは牧野の初期の図鑑では『多分龍鱗たいノ轉化セシモノナラン』として『たいハ如何ナル字ヲ用ウル乎不明』、つまり龍鱗タイだがタイの意味はわからない、とあり、龍鱗については株元に托葉的な鱗片が重なっているものを龍の鱗に見立てたものではないかとしている。同書では本種の異名として『りゅうりんたい』と『うろこしだ』をあげており、これらも同じ意味だろうとしている。牧野原著(2017)ではさらに畳表の一種である竜鬢（りゅうびん）の様子と葉脈の見た目が似ているから、との説も紹介している。また、托葉状の部分を竜の鬢に見立てた、という話もある。海老原(2016)は竜鬢帯を表に出しつつ、竜鱗苔と竜鬢苔との表記も示している。

## 分布
日本では伊豆半島以西の本州と四国、九州、それに伊豆諸島、琉球列島、小笠原諸島に見られ、国外では中国と台湾から知られる。ただしこれには種の区別の問題が絡んで問題はある。

## 生育環境
多湿な深い森林の中に生える。
和歌山県では沿岸域にその生育地は限られており、しかしやはり湿度、照度の保たれた森林内部とされる。
九州南部以南では山林中で普通に見られる。
森林内の斜面の地面に生え、時に岩の上にも生える。

## 分類
本属の分類は少々混乱があり、本種が世界的にどのように分布しているかについては判断が難しい。本属のものは旧世界の熱帯から亜熱帯に広く分布し、100種以上が記載されているが、実際に何種あるのか、その種の範囲がどこまでなのかが解明されていないからである。
田川(1959)では標本が『通常羽片だけ』で作成され、つまり葉のごく一部のみが標本として保存されているために全体の形態等が把握できないことを問題の一つに挙げ、さらにそんな標本に基づいて多数の新種記載が雑に行われてきたことを嘆く一文がある。そんな例としてドイツのHeironimusはベルリンの博物館の標本に基づいて多数の新種を記載し、たとえば日本近辺地域で以下の種を記載した。
- A. boninensis　小笠原諸島
- A. faureri　奄美大島
  - var. formosana　台湾
- A. fokiensis　福建省
- A. henryi　台湾
- A. oldhamii　台湾
- A. oschimensis　奄美大島
  - var. weightii　奄美大島
- A. sakuraii　台湾
- A. yunnanensis　雲南省

田川はこれらの記載が冗長で要領を得ず、判断に使えないと見ているらしく、対して A. lygodiifolia は記載文がわずか1行ではあるが、標本は間違いなく日本産であることと、記載がより早い時点であることから『消極的ながら』これを採る、と書いてある。その上で『分布範囲などきめようがない』と投げやりな物言いをしている。
岩槻編(1992)もほぼ同様で、上記の標本が一部しか残されていないことに加え、指標となる形質に乏しいこと、一般的なシダ類で分類に利用される形質がこの群では役に立たないこと、熱帯の森林に産するものであり、生態研究が難しいことなどを上げている。
この状況は現在もある程度は続いており、海老原(2016)でもこの属の種のレベルでの分類研究について『未だ十分ではない』としている。それでも田川の時代よりはずっとましらしい。海老原(2016)は日本産の本属を4種としており、本種以外に以下の3種を認めているが、これらはいずれも本種と分布が重複している。
- ヒノタニリュウビンタイ A. fokiensis は九州南部(宮崎、鹿児島)に稀産し、葉脈の間に偽脈が出ないことを特徴とする。この種は中国からも知られる。
- ホソバリュウビンタイ A. palmiformis は奄美以南の南西諸島に見られ、国外では台湾から東南アジアに分布が広がる。偽脈がより長いことと、小羽片が細長いことで区別される。
- オガサワラリュウビンタイA. boninensis は小笠原諸島のみに見られる固有種で、ホソバリュウビンタイに似て、偽脈は両者の中間の長さである。

他に小笠原諸島にリュウビンタイモドキ Ptisana boninensis があり、これは小笠原から硫黄島に分布する固有種である。この種では胞子嚢が互いに癒合して単体胞子嚢群を形成する。

### 類似種
本種は多くの特徴がシダの中でも独特であり、何より他のものに比べて遙かに大きな胞子嚢が2列に並んだ胞子嚢群は普通のシダ類とはかけ離れた姿である。それが見えなくとも、その巨大な葉や多肉質の葉柄、基部の托葉状の襞、羽軸の基部の膨らみ等、独特な部分がとても多い。従っての近縁種以外には見誤るようなものはない。
のだが、池端(2006)はあえて本種の羽片1枚を切り取った写真を掲載し、キジノオシダに似ているとしており、その上であくまで他人の空似、と書いている。このような比較に意味があるとは思えないが、本種の小さい株では1回羽状複葉になるものがあり、チラ見では見誤ることもあるかもしれない。

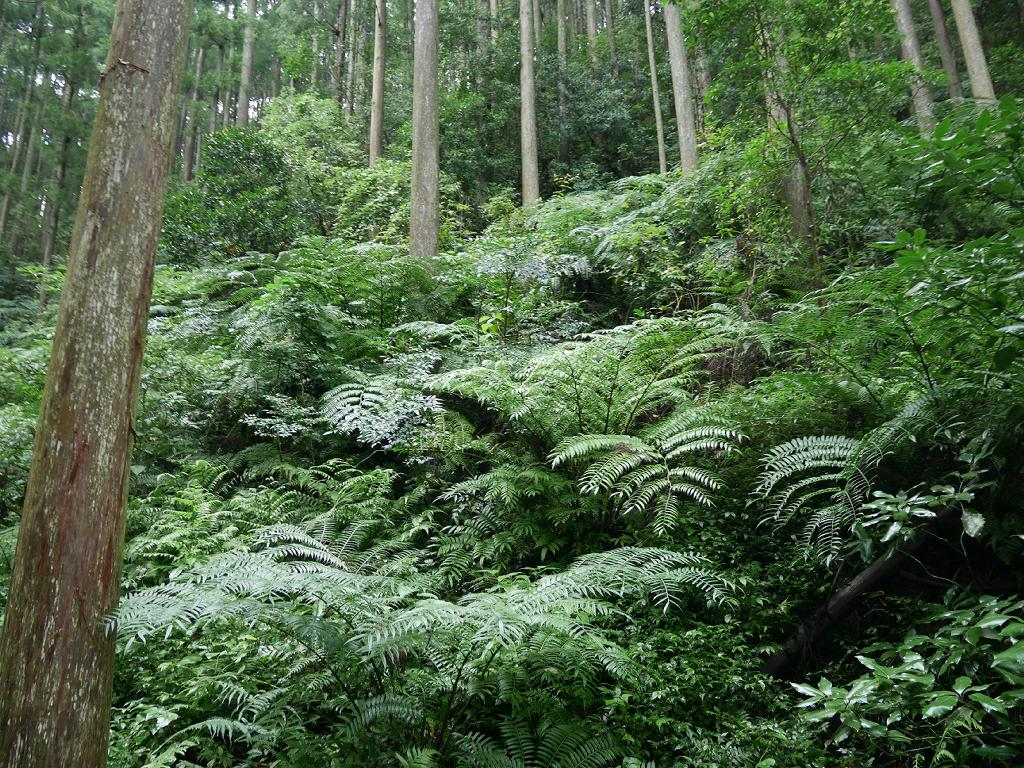
群生地の様子 杉植林下に大株がいくつも見える
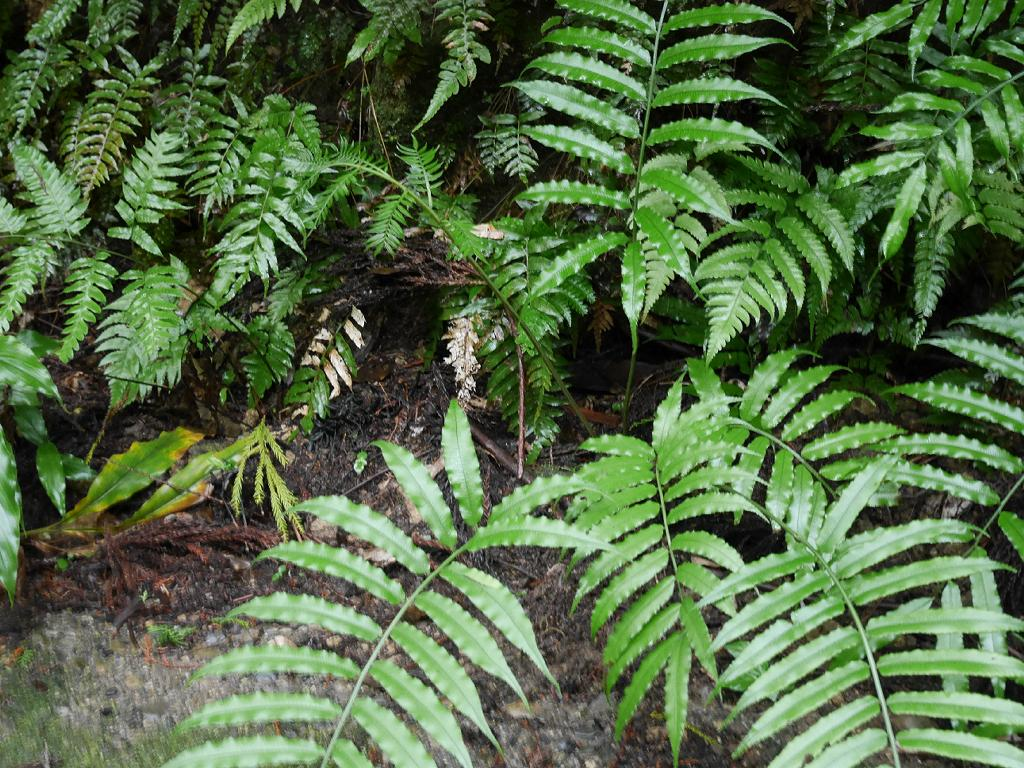
幼い株 単羽状複葉の株から2回羽状複葉の葉がでている
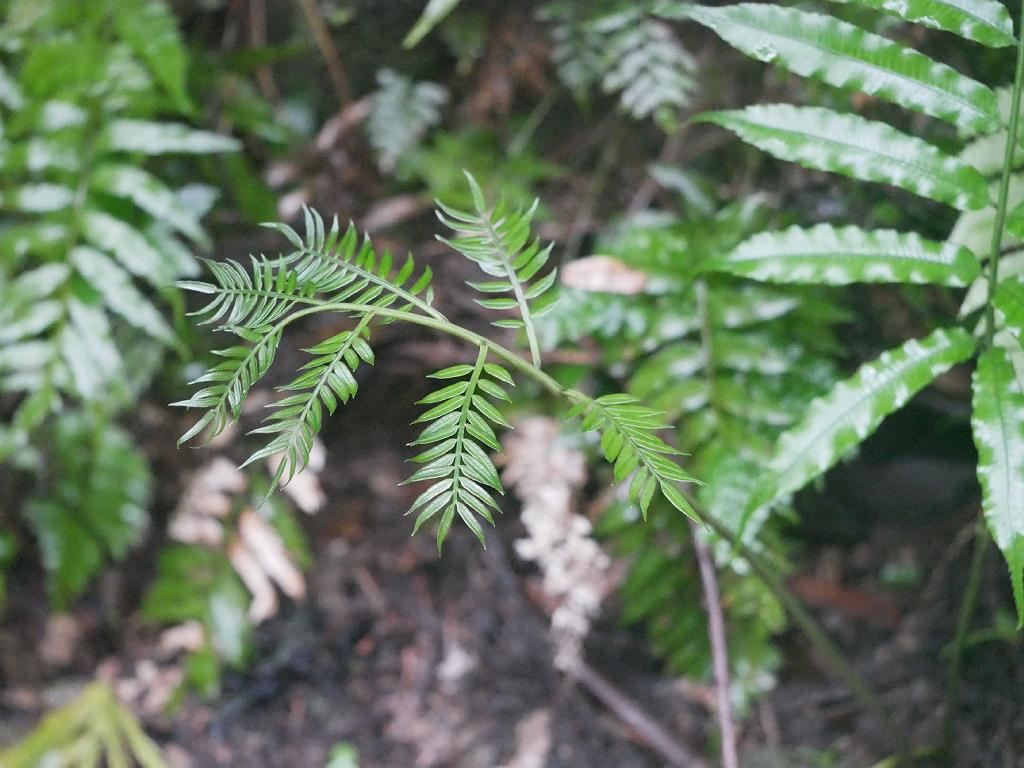
新芽が伸びきる前の姿

## 利害
観賞用として園芸的に栽培される。その方面ではかなり名高いもので、高林編著(1997)は山野草としてよく取り上げられるクジャクシダやカミガモシダも取り上げていない、ほぼ園芸品種のみを掲載しているのだが、しっかり本種の写真と記事がある。また本種の栽培は古くから行われたものらしく牧野図鑑では昭和15年版ですでに『観賞植物トシテ』『往々温室』で、との記述がある。関東以北では冬期に室内に持ち込む必要があるが、東海以西の暖地では野外で栽培が可能である。また大型になることもあり、温室栽培に適する、とも。
その見た目の見事さには定評がある。新緑色でつやのある革質の葉は重厚で「古武士のような風格」との声もあり、「日本シダの会」の創始者で歌人でもあった行方冨太郎は”豊緑”とこれを詠んだという。
繁殖に関しては、托葉の部分を切り取り、水苔に植えておくと芽を出すので、これを利用することができる。
栽培には空中湿度を高く保つことが大事で、また強い光を嫌う。
なお、この関係で野生株の採集圧が強く、各地で個体数減少が起きている。和歌山県では野外個体数が『激減』しているとあり、その理由の第一に『園芸用採取』が挙げられている。
他に食用として根茎などからデンプンを取り出すことも行われる例がある。ブータンでは根茎をさらしてデンプンを取り出し、救荒植物として利用することが報告されている。

## 保護の状況
環境省のレッドデータブックでは指定されていない。県単位では東京都、和歌山県、徳島県、高知県、大分県、熊本県、長崎県で絶滅危惧I類に指定されている。これらの地域は分布域のほぼ北限に当たる。危険性としては森林の破壊による生育地の現象とともに上記の通り栽培のための採取が問題になっている。また静岡県では要注目種として取り上げられているが、これは分布域に関して取り上げたものとなっている。
他に、天然記念物に指定されている場所もある。長崎の五島列島の玉之浦町の七岳の本種の群生地が北限と言うこともあり、県指定の天然記念物となっている。静岡県伊東市の八幡宮来宮社叢は国指定の天然記念物となっており、これは植物群落が指定の対象ではあるが、リュウビンタイはここが北限と見なされて重視されてもいる。
ついでに、本種の生育の実情は地域による差がとても大きい。上記の通り和歌山県では本種は絶滅危惧I類に指定されており、いくつかの生育地がほぼ壊滅状態であるとされている。ところが隣接する三重県では指定がない。これは本種が生育していないのではなく、現在も豊富に見られるからである。たとえば和歌山県と熊野川を境に面している紀宝町の町誌ではその植物相に関する項目の最初のページに本種の写真が掲載されており、本種に関して「希少種」であるとしながらも「多い」と記してある。三重県自然誌の会編(1996)によると、分布域は広くないようであり、また乱獲によって減少した経緯はあるようだが、その将来に関してはごく楽観的な書きぶりで、何しろ植林地に多いので伐採後には減少するだろうが、すぐに復活するだろうというのが当然、という言い方である。そのために結果的にレッドデータ指定をしなかったようだ。